# 佐藤正浩 (経営者)
佐藤 正浩（さとう まさひろ、1960年3月13日 - ）は、日本の実業家。東証一部上場のシリコンカテーテル等製造の医療機器メーカークリエートメディック株式会社代表取締役社長。

## 略歴・人物
- 1983年（昭和58年）神奈川大学法学部卒、クリエートメディック入社。1999年 同社総務部長、2002年取締役。2013年同社代表取締役に就任[2][3]

## 経営方針
- 経営方針は「海外に展開」として[4]、ベトナムでは2010年に生産拠点を設立、２カ所の工場が稼働、アジア（ベトナム、タイ、マレーシア、インドネシア）でもシリコーン製カテーテルの拡販に注力[3]